# Església de Lashtkhveri
L'església de Lashtkhveri o església de Lashtkhveri de l'Arcàngel (en georgià: ლაშთხვერის მთავარანგელოზის ეკლესია), també coneguda com a església de Taringzel (en svanetià: თარინგზელ), és un edifici medieval pertanyent a l'Església ortodoxa georgiana de la província de Svanètia, al nord-oest de Geòrgia, ara part del municipi de Mestia, de la regió de Samegrelo-Zemo Svaneti. Arquitectònicament és una església de planta de saló; la seva característica més recognoscible és una sèrie de frescs pintats tant en parets interiors com exteriors, que daten dels segles xiv i xv. Més enllà d'escenes religioses i retrats, les pintures inclouen una rara il·lustració d'episodis del romanç èpic Amiran-Darejaniani. L'església està inscrita en la llista dels Monuments Culturals destacats de Geòrgia.

## Situació

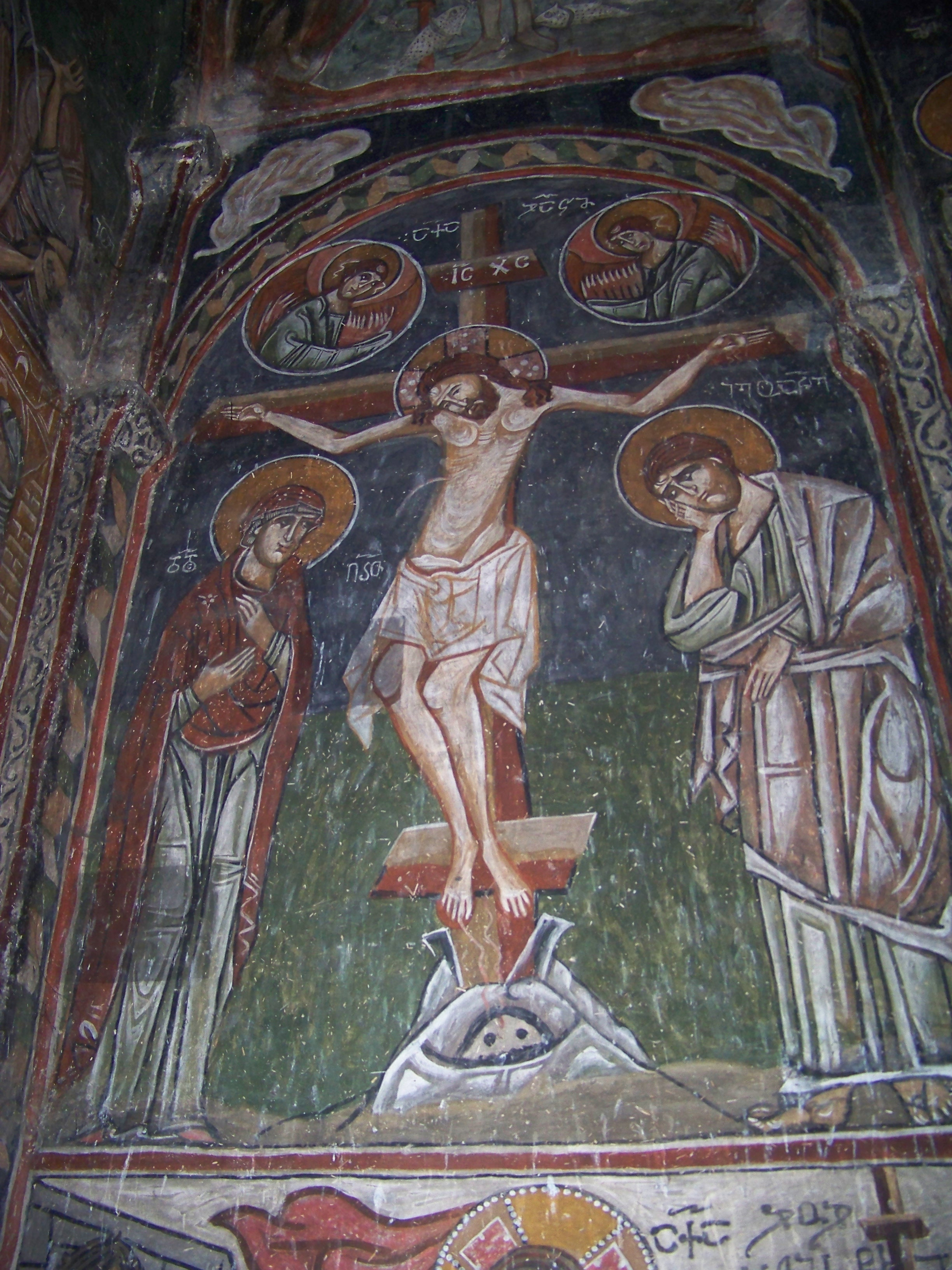
La Crucifixió, un fresc a la paret interna del nord

L'església de Lashtkhveri es troba a l'extrem sud-oest del poble de Lashtkhveri (Laštxver), a 1.380 m sobre el nivell de la mar, en la unitat territorial Lenjeri del municipi de Mestia, als estreps del Gran Caucas. Aquesta part de Svanètia va ser coneguda com a «Svanètia Lliure» al segle xix. No hi ha fonts literàries contemporànies sobre la construcció i la història de Lashtkhveri. L'església i els objectes conservats en ella van ser descrits per primera vegada, en detall, per l'erudit Ekvtime Taqaishvili durant la seva expedició a Svanètia l'any 1910.

## Descripció
L'Arcàngel és una petita i arquitectònicament senzilla església de planta de saló, basada en un sòcol de dos graons i construïda amb blocs de pedra calcària curosament tallats. La nau està dividida en dos trams quasi iguals per un parell de pilastres arcades. Es pot entrar a l'edifici des de l'oest per una porta rectangular amb un timpà intern arcat. L'església està il·luminada per quatre finestres, una al mur de l'altar, al mur oest i dues al mur est, una de les quals il·lumina directament el fresc d'un sant Jordi eqüestre al mur oposat. La paret de l'altar conté dos nínxols arcats en ambdós costats de la finestra. Els marcs de les finestres a l'exterior estan decorats amb pedra tallada. L'església està coronada per una senzilla cornisa. Annexa al mur oest hi ha una cambra construïda posteriorment i ensostrada amb blocs de fusta.

### Pintures al fresc

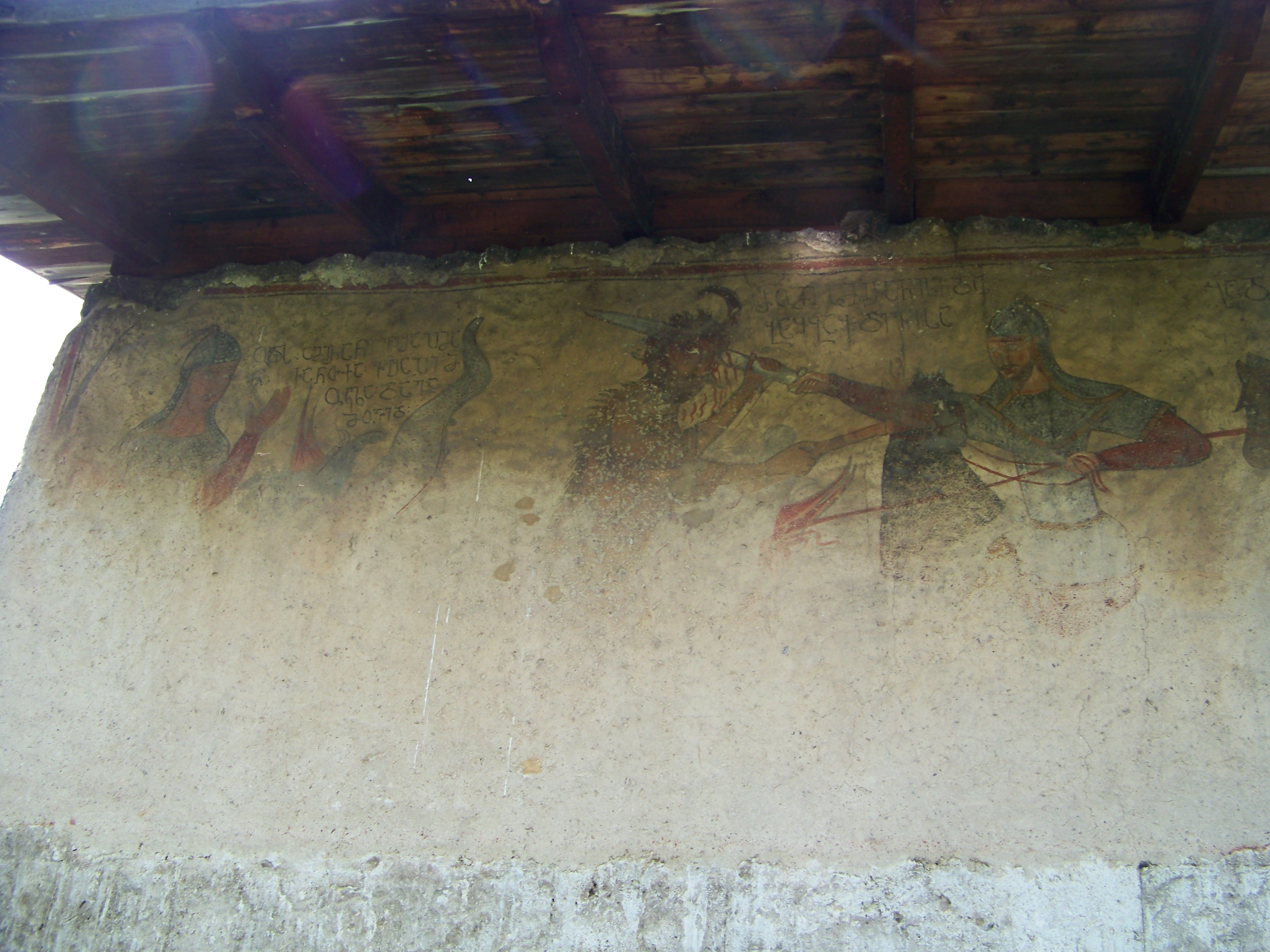
Amiran-Darejaniani, un fresc a la paret exterior nord

L'església està adornada profusament amb frescs, que daten de la segona meitat del segle xiv i principis del XV. L'estil de les pintures és una versió local de l'art paleòleg, executat d'una manera característicament tosca. Dins de l'edifici, la volta de forn i les parets tenen una sèrie de frescs que representen un cicle cristològic, pares de l'Església i diversos sants. Els murs exteriors també contenen frescs, ara parcialment esmorteïts, que inclouen la caça de sant Eustaqui a la façana est, genets aureolats al sud, Deisi a l'oest i escenes úniques del romanç georgià medieval Amiran-Darejanianien al nord. Les pintures estan acompanyades d'inscripcions explicatives en l'escriptura asomtavruli georgiana medieval.